# Mainframe

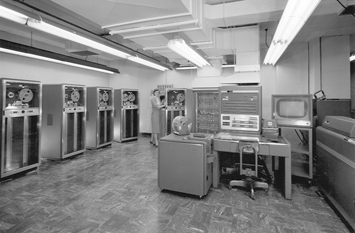
Komputer mainframe IBM 704.

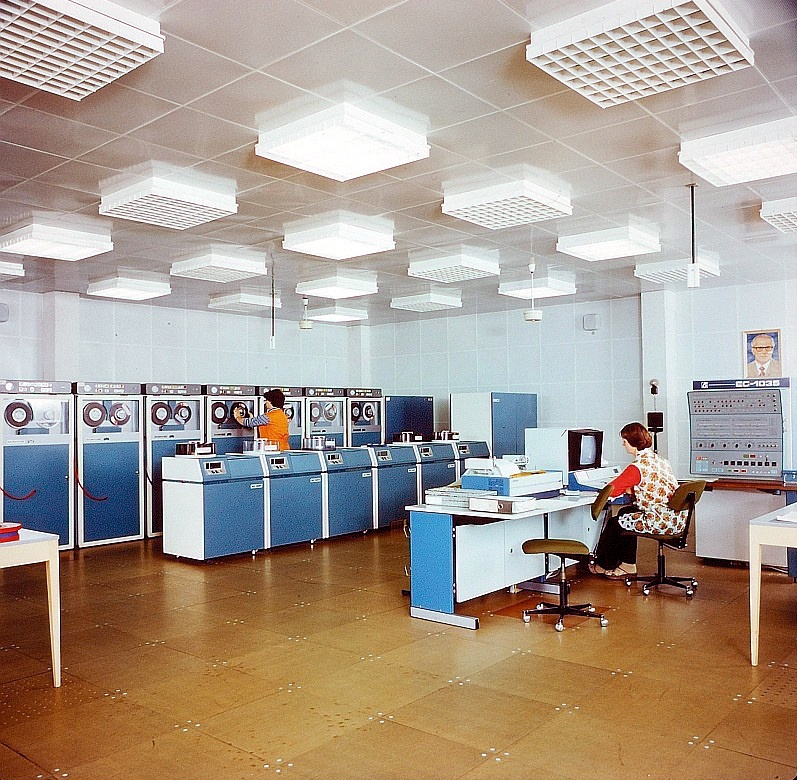
System mainframe z komputerem EC-1035.

Mainframe (ang. main – główny, frame – struktura) (często w Stanach Zjednoczonych nazywany „Big Iron”, dawniejsze polskie określenie to „komputery głównego szeregu”) – klasa komputerów używanych głównie przez duże organizacje dla krytycznych aplikacji (np. finansowych, statystycznych).
Termin mainframe pochodzi od wczesnych maszyn tego typu, ze względu na ich rozmiary i fakt, że kompletny system komputerowy składał się z wielu oddzielonych od siebie jednostek (szaf, obudów) – main frame była to główna jednostka przetwarzająca dane. Pierwsze komputery mainframe były wykonane z zastosowaniem lamp elektronowych, potem tranzystorów. Późniejsze korzystały z układów scalonych o niskiej skali integracji, na przykład w komputerze UNIVAC 9000 z połowy lat sześćdziesiątych XX w. 256 kB pamięci było zbudowane z ponad 1200 układów scalonych Intela. Dzisiaj nazwa używana jest zazwyczaj do komputerów kompatybilnych z linią IBM System/360 zaprezentowaną w 1965 roku. Słowo mainframe nie jest zastrzeżoną nazwą, ani nie istnieje formalna definicja komputera mainframe. Istniały też systemy niekompatybilne z rodziną System/360 również nazywane mainframe – np. produkty firmy Unisys, która powstała z połączenia firm Burroughs i Sperry, a także rodzina Siemens BS2000, ICL, GECOS (Bull i NEC, dawniej Honeywell, a jeszcze wcześniej General Electric) i NCR.
Polscy konstruktorzy również podejmowali próby konstruowania komputerów typu mainframe. Odra 1001 to prototyp lampowego komputera pierwszej generacji wykonany w Zakładach Elektronicznych Elwro w 1961. Konstrukcja komputera oparta była na niedokończonym projekcie przelicznika S-1, opracowanego przez zespół Jerzego Gradowskiego w Zakładzie Aparatów Matematycznych PAN.
Była pierwszą Odrą, ale nie uzyskała zadowalającej niezawodności i nie weszła do produkcji. Wykonana została tylko w jednym egzemplarzu.

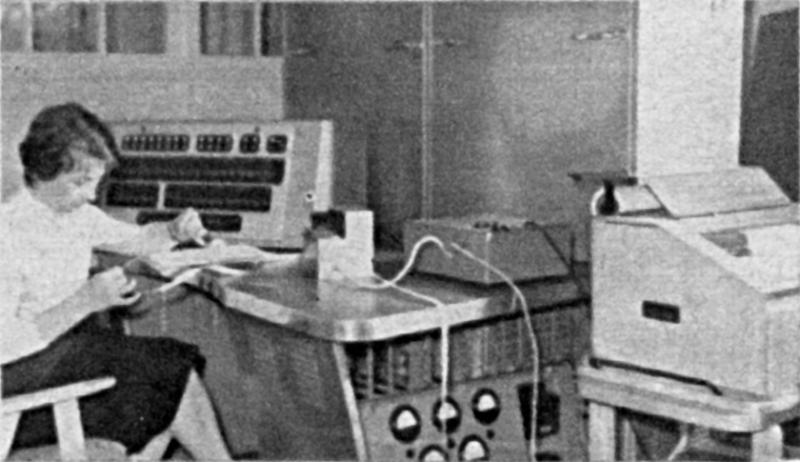
Odra 1001

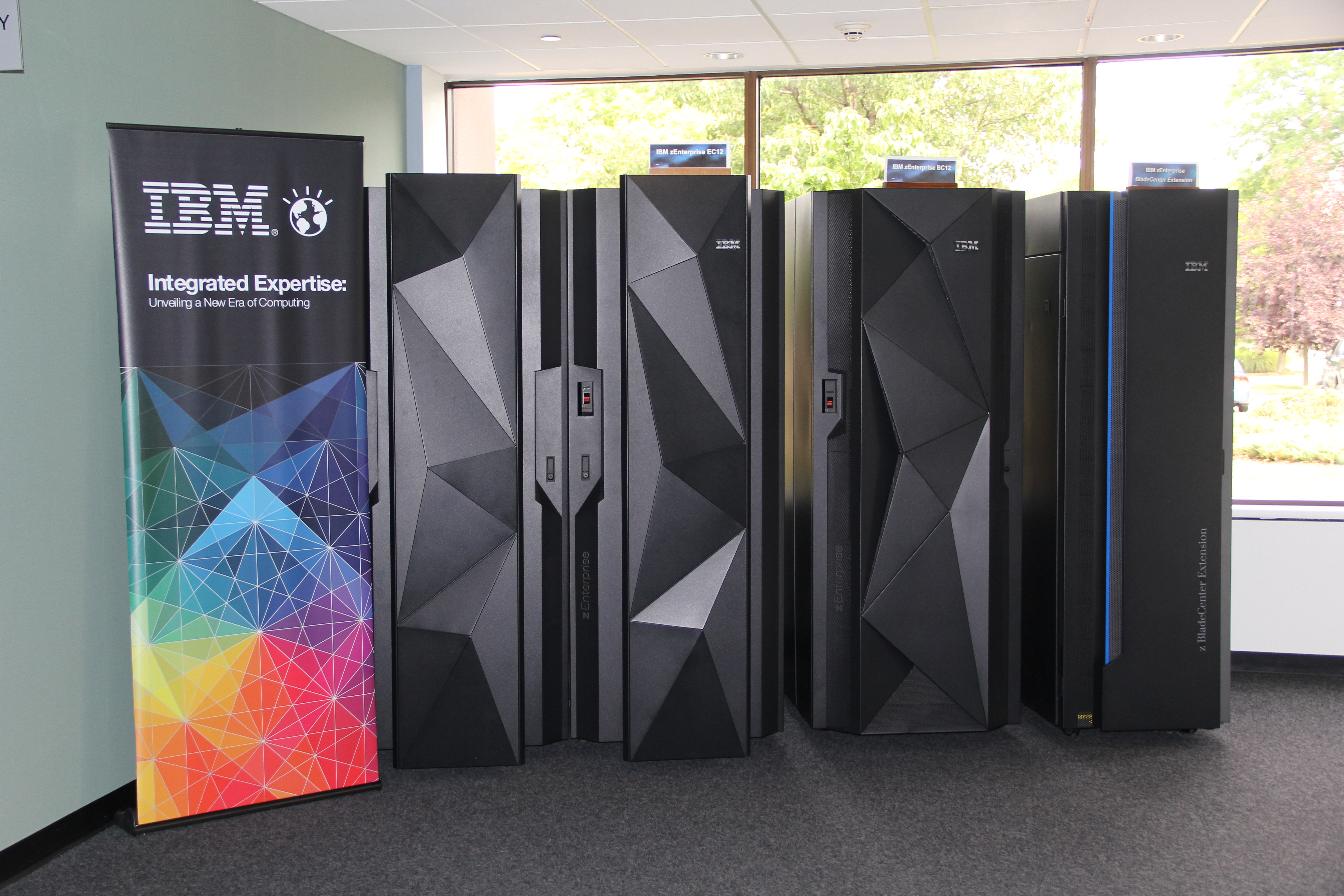
IBM zEnterprise Series od lewej: EC12, BC12, Bladecenter Extension.

## Rynek (sektor)
Na początku 2006 roku 90% rynku urządzeń mainframe należało do IBM. Unisys stworzył mainframe’y ClearPath Plus z systemami operacyjnymi OS2200 i MCP wywodzącymi się ze Sperry i Burroughs oraz jednocześnie umożliwiającymi uruchomienie systemów Linux i MS Windows. Hitachi współprojektowało zSeries 800 z IBM w celu zmniejszenia kosztów. Hewlett-Packard sprzedał swoje unikalne systemy NonStop firmie Tandem Computers i Group Bull’s DPS. W Europie są dostępne mainframe’y DPS grupy Bull.
Platform Solutions Inc. wprowadziła na rynek serwery z procesorami Intel Itanium 2 wyposażone w firmware emulujący IBM System z. PSI i IBM są zaangażowane w serie sporów prawnych. IBM oskarża PSI o naruszenie patentów i odmawia udzielenia licencji na swój software uruchamiany na platformie PSI, podczas gdy PSI skarży IBM o złamanie praw anty-monopolowych.

## Historia

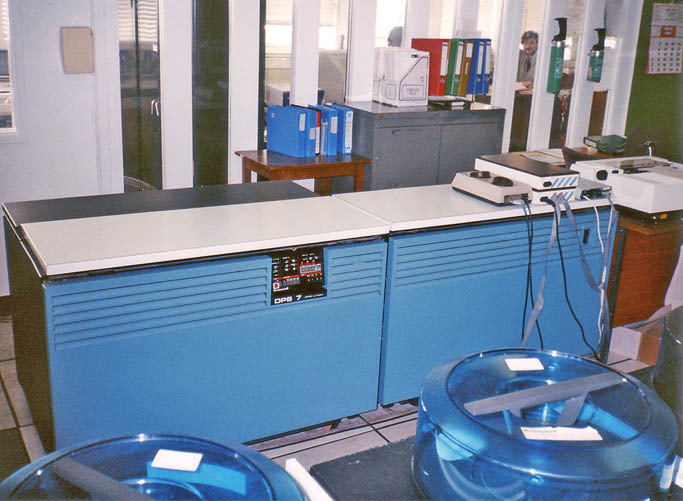
Honeywell-Bull DPS 7, 1990

Produkcja komputerów mainframe zaczęła się pod koniec roku 1950. Pierwsze komputery mainframe produkowały firmy nazywane „IBM and the Seven Dwarfs” („IBM i siedmiu krasnoludków”): IBM, Burroughs, Control Data Corporation, General Electric, Honeywell, NCR, RCA i UNIVAC. Dominacja IBM, osiągnięta dzięki ich systemowi 700/7000, jeszcze wzrosła dzięki przełomowej serii System/360. Z czasem technologia ta rozwijała się i ewoluowała do obecnej „z/Architecture”. UNIVAC został wchłonięty przez Sperry, który kontynuował rozwój tej linii w postaci 2200 Series z systemem operacyjnym OS/2200. Burroughs rozwijał swoją linię B5000 z systemem operacyjnym MCP. Jednocześnie dostawcami spoza USA byli: Siemens, Telefunken w Niemczech, ICL w Anglii oraz Fujitsu, Hitachi, Oki i NEC w Japonii. Podczas zimnej wojny państwa należące do Układu Warszawskiego produkowały klony „System/360” pod nazwą RIAD. W Polsce produkowano własne konstrukcje oraz klony mainframów ICL pod nazwą Odra. W Związku Radzieckim opracowywano własne systemy, takie jak Ural i Strela.
W latach 70 XX w. i 80 XX w. korporacje odkryły rozwiązania bazujące na minikomputerach, które można było uruchomić za ułamek ceny mainframe i które oferowały lokalnym użytkownikom o wiele większą kontrolę nad systemem. Terminale używane do interakcji systemu mainframe z użytkownikiem zostały zastąpione poprzez komputery osobiste. Nowe instalacje systemów mainframe ograniczyły się do nielicznych zastosowań, takich jak np. kluczowe hurtownie danych. Honeywell zostało wykupione przez Bull, UNIVAC został działem Sperry Corporation, który potem w roku 1986 połączył się z Burroughs w firmę o nazwie Unisys. Sperry i Burroughs po fuzji ciągle wspierają oraz rozwijają swoje mainframe, które obecnie wyewoluowały w platformę Clearpath Plus. W roku 1991 AT&T przemianowano na NCR.

## Mainframe a superkomputer
Różnica pomiędzy superkomputerem i mainframe nie jest zbyt oczywista. Można powiedzieć, że superkomputery stosuje się do rozwiązywania problemów które wymagają dużej szybkości obliczeń, podczas gdy mainframe’y stosuje się, gdy potrzebna jest wysoka wydajność I/O, niezawodność oraz jednoczesna obsługa różnorodnych procesów biznesowych (ang. mixed workload).
- Wydajność superkomputerów określa się zwykle w MIPS lub FLOPS, podczas gdy wydajność mainframe’ów zwykle w jednostkach TPC-C, TPC-E, TPC-H lub jednostkach wprowadzonych przez producentów dla porównywania wydajności poszczególnych modeli, np. RPM (Relative PerforMance) lub LSPR (Large System Performance Reference)[7]. Użytkownicy mainframe’ów żartobliwie rozszyfrowują skrót MIPS jako „Meaningless Indication of Processor Speed”, czyli „nic nie znaczący wskaźnik szybkości procesora”[8].

## Statystyka (dotyczy tylko produktów IBM)

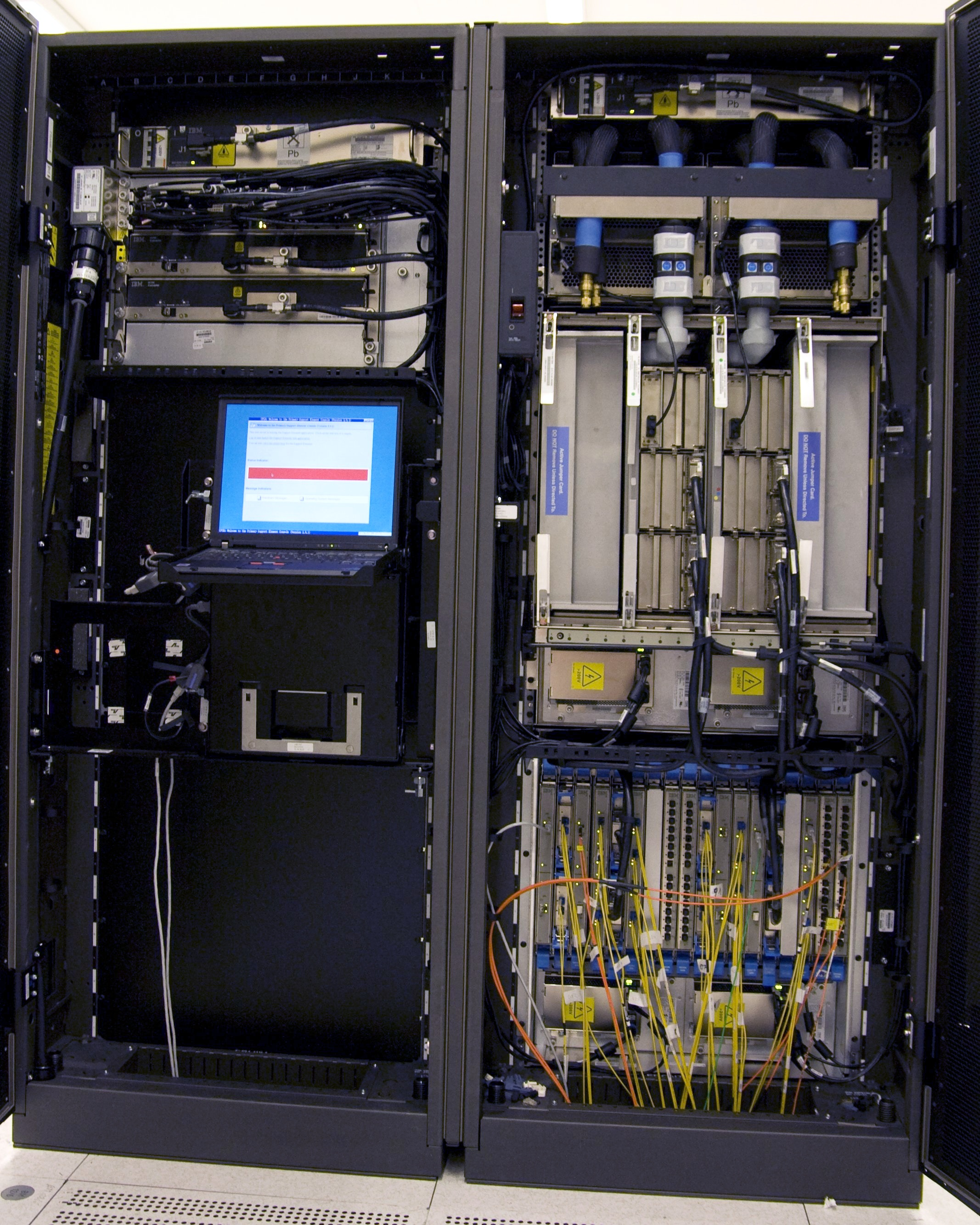
Otwarta jednostka centralna IBM System z9

- 90% maszyn klasy mainframe produkcji IBM posiada system transakcyjny CICS (ang. Customer Information Control System)[9].
- Na systemach mainframe używane są też produkty innych firm niż IBM. Przykładowe bazy danych innych producentów to ADABAS firmy Software AG, IDMS firmy CA czy Oracle firmy Oracle Corporation, występują również inne rozwiązania bazodanowe o mniejszym zasięgu.
- W Polsce najbardziej rozpowszechnione[kiedy?] bazy danych to DB2 (ok. 30 instalacji), ADABAS (ok. 20 instalacji) i JANTAR (ok. 10 instalacji). Przy czym pod względem ilości operacji przoduje DB2.
- IBM posiada linię mainframe (LinuxONE) która działa tylko na Linuxie, oraz opłaca ponad 600 pracowników odpowiedzialnych za rozwój Linuxa i projektów open source (IBM Linux Technology Center)[10].

## Szybkość i wydajność
Szybkość CPU dawniej mierzona była w MIPS (milionach operacji na sekundę), a używano tej miary do porównywania możliwości obliczeniowych procesorów/systemów. Najmniejszy dzisiaj system mainframe IBMa ma prędkość 26 MIPSów (IBM z9 BC A01), największy – 17801 MIPS (według IBM Reference Performance szybkość systemu mainframe IBM z9 EC model 754). Dla porównania współczesny procesor Intel Core 2 X6800 przy prędkości 2,93 GHz osiąga 27079 MIPS, czyli prawie dwukrotnie więcej na korzyść procesora stosowanego w zwykłym komputerze x86. Z kolei jednak rozwiązanie Parallel Sysplex pozwala połączyć do 32 komputerów takich jak z9, powodując że zachowują się one jako jedna logiczna jednostka, uzyskując dzięki temu wydajność około 569 632 MIPS.
Od 2017 roku trwają pracę nad udostępnieniem na rynku komputerów kwantowych. Szacunkowa moc obliczeniowa początkowo ma być niewielka ~50 qubitów.